# Mario Pašalić
Mario Pašalić (ur. 9 lutego 1995 w Moguncji) – chorwacki piłkarz, występujący na pozycji pomocnika we włoskim klubie Atalanta Bergamo oraz w reprezentacji Chorwacji. Brązowy medalista Mistrzostw Świata 2022.
Wychowanek Hajduka Split, w swojej karierze grał także w takich zespołach jak Chelsea, Elche CF oraz AS Monaco.

## Statystyki kariery
(aktualne na dzień 21 sierpnia 2018)
| Klub                  | Sezon              | Liga               | Liga  | Liga   | Puchar kraju | Puchar kraju | Puchar ligi | Puchar ligi | Europa | Europa | Inne  | Inne   | Suma  | Suma   |
| Klub                  | Sezon              | Liga               | Mecze | Bramki | Mecze        | Bramki       | Mecze       | Bramki      | Mecze  | Bramki | Mecze | Bramki | Mecze | Bramki |
| --------------------- | ------------------ | ------------------ | ----- | ------ | ------------ | ------------ | ----------- | ----------- | ------ | ------ | ----- | ------ | ----- | ------ |
| Hajduk Split          | 2012/13            | Prva HNL           | 2     | 0      | 0            | 0            | –           | –           | 0      | 0      | –     | –      | 2     | 0      |
| Hajduk Split          | 2013/14            | Prva HNL           | 30    | 11     | 3            | 0            | –           | –           | 3      | 0      | 1     | 0      | 37    | 11     |
| Chelsea               | 2014/15            | Premier League     | 0     | 0      | 0            | 0            | 0           | 0           | 0      | 0      | –     | –      | 0     | 0      |
| Elche CF (wyp.)       | 2014/15            | Primera División   | 31    | 3      | 4            | 0            | 0           | 0           | –      | –      | –     | –      | 35    | 3      |
| AS Monaco (wyp.)      | 2015/16            | Ligue 1            | 16    | 3      | 3            | 2            | 1           | 0           | 9      | 2      | –     | –      | 29    | 7      |
| A.C. Milan (wyp.)     | 2016/17            | Serie A            | 24    | 5      | 3            | 0            | –           | –           | –      | –      | –     | –      | 27    | 5      |
| Spartak Moskwa (wyp.) | 2017/18            | Priemjer-Liga      | 21    | 4      | 4            | 1            | –           | –           | 7      | 0      | –     | –      | 32    | 5      |
| Atalanta BC           | 2018/19            | Serie A            | 1     | 1      | 0            | 0            | –           | –           | 2      | 1      | –     | –      | 3     | 2      |
| Ogólnie w karierze    | Ogólnie w karierze | Ogólnie w karierze | 125   | 27     | 17           | 3            | 1           | 0           | 21     | 3      | 1     | 0      | 165   | 33     |